# Asociación judicial
Una asociación judicial, en España, una asociación profesional integrada por miembros de la carrera judicial (jueces y magistrados), que defienden y protegen a jueces y sus derechos y condiciones laborales.

## Las asociaciones judiciales y su finalidad
La Constitución Española de 1978, en su artículo 127, prohíbe a los miembros de la carrera judicial en España (jueces y magistrados) pertenecer a sindicatos o partidos políticos. Sin embargo, se les permite crear y formar parte de asociaciones, por lo que el movimiento asociativo judicial nació en España en el año 1979.
Así, las asociaciones judiciales desempeñan el papel tradicional de proteger los derechos y condiciones laborales de los jueces.
Según los datos del Consejo General del Poder Judicial, a fecha de 2022, de los 5.408 jueces en activo en España, 3.000 están asociados a alguna asociación judicial, lo que representa un 55,5% del total.

## Asociaciones judiciales
Actualmente son seis las asociaciones judiciales existentes en España:
- Asociación Profesional de la Magistratura
- Juezas y Jueces para la Democracia
- Asociación Francisco de Vitoria
- Foro Judicial Independiente
- Ágora Judicial
- Asociación Nacional de Jueces

En el pasado hubo otras ya disueltas:
- Unión Judicial Independiente
- Justicia Democrática

|                                                 | Miembros | Posición     |
| ----------------------------------------------- | -------- | ------------ |
| Asociación Profesional de la Magistratura (APM) | 1.355    | Conservadora |
| Asociación Judicial Francisco de Vitoria (AJFV) | 859      | Centrista    |
| Foro Judicial Independiente                     | 335      | Plural       |
| Juezas y Jueces para la Democracia (JJpD)       | 436      | Progresista  |
| Ágora Judicial                                  | 11       | Progresista  |
| Asociación Nacional de Jueces                   | 4        | Centrista    |